# Виктор Мозиз
Виктор Мозиз (енгл. Victor Moses; Лагос, 12. децембар 1990) јесте нигеријски фудбалер који тренутно игра за Спартак из Москве. Игра на позицији везног играча.
Мозес је започео каријеру у Кристал паласу, а након тога игра за Виган атлетик. Од 2012. игра за Челси, био је на позајмици у Ливерпулу, Стоуку и Вест Хем јунајтеду.
Рођен је у Нигерији, прво је играо за младе репрезентације Енглеске, али је на крају одлучио да игра за сениорску репрезентацију Нигерије. Био је у саставу Нигерије на два Светска првенства, у Бразилу 2014. и Русији 2018. године.
Након завршета светског првенства 2018. године, 15. августа је изјавио да се повукао из репрезентације.

## Највећи успеси
Челси
- Премијер лига (1) : 2016/17.
- ФА куп (1) : 2017/18.
- Лига Европе (1) : 2012/13, 2018/19.

Спартак Москва
- Куп Русије у фудбалу (1) : 2021/22.

Нигерија
- Афрички куп нација (1) : 2013.